# Théâtre Louvois

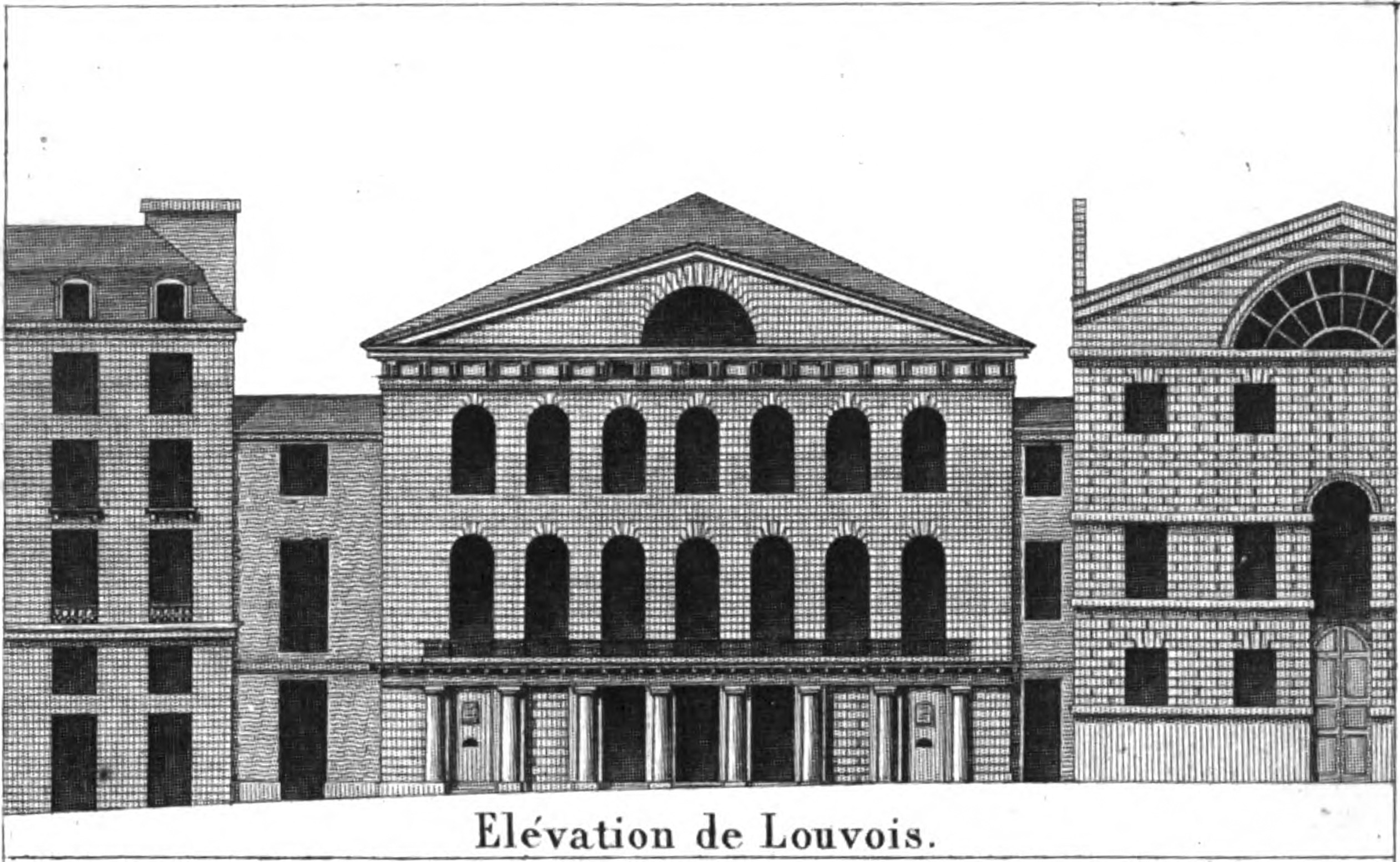
Gezeichnete Ansicht des Théâtre Louvois, 1821

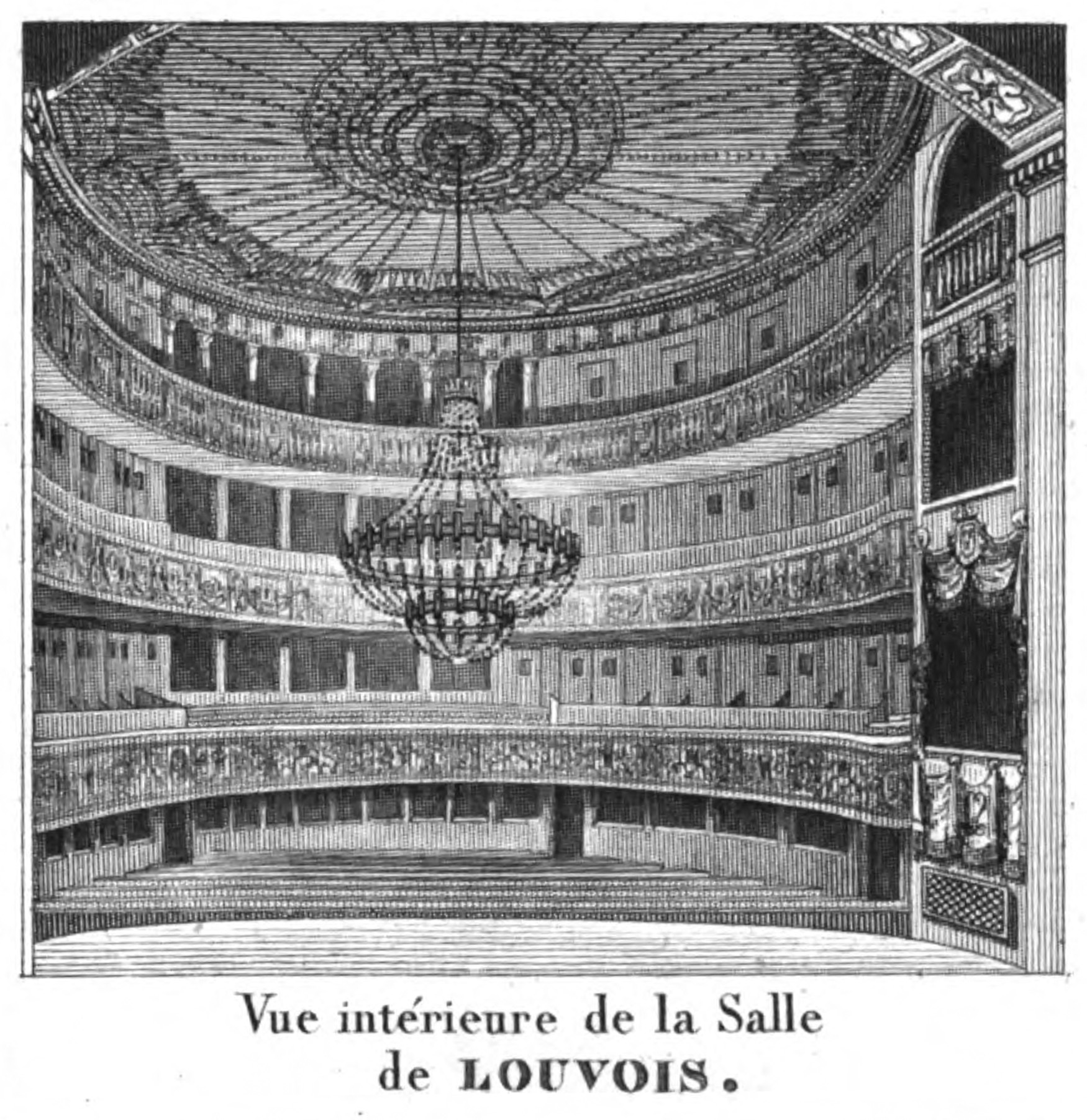
Gezeichnete Interieur des Théâtre Louvois, 1821

Das Théâtre Louvois war ein historisches Theatergebäude in Paris, das 1791 bis 1825 hauptsächlich mit Opern bespielt wurde. Es stand in der Rue de Louvois Nr. 6 im 2. Arrondissement. Von Februar 1820 bis August 1821 wurde es von der Pariser Oper als Spielstätte benutzt.
Nach der Revolution 1791 wurde das Gebäude nach Plänen von Alexandre Théodore Brongniart durch Francescal erbaut. Die Eröffnung fand am 16. August unter dem Namen Théâtre des Amis de la Patrie (dt. „Theater der Freunde des Vaterlands“) statt. Direktoren waren unter anderem Giuseppe Cambini und Louis-Benoît Picard. 1798 bekam das Theater den Namen Théâtre Louvois. 1805 wurde es in Théâtre de l’Impératrice umbenannt (dt. „Theater der Kaiserin“, also Joséphine de Beauharnais, Napoléons Gattin). Infolge der Umstrukturierung durch das napoleonische Theaterdekret musste es 1808 schließen. Nun verwendete es die Opéra, die sich in jener Zeit direkt gegenüber in der Rue de Richelieu befand, als Magazin. Verbunden wurden die beiden Gebäude durch eine Eisenbrücke. 1820–1821 war das Theater wieder als Oper eingerichtet, diente aber nur für zwei Vorstellungen. Darauf zog die Oper an ihren neuen Standort an der Rue le Peletier. 1825 wurde der Saal geschlossen und 1899 das Gebäude abgebrochen.